# Carl Friedrich Goerdeler
Carl Friedrich Goerdeler (31. července 1884 – 2. února 1945) byl monarchistický konzervativní německý politik, manažer, ekonom, státní úředník a později aktivní oponent Hitlerovy politiky s účastí v tzv. Kreisavském kroužku a na atentátu na Hitlera z 20. července 1944.
Byl důvěrníkem Roberta Bosche, vlastníka jednoho z největších elektrotechnických koncernů Robert Bosch GmbH a bratra předsedy dozorčí rady IG Farben (I.G. Farbenindustrie AG), Carla Bosche. Byl také přítelem rodiny Kruppů, která ho dokonce chtěla jmenovat členem dozorčí rady jejich firmy.

## Účast v atentátu na Hitlera
Pokud by atentát na Hitlera z 20. července 1944 byl úspěšný, měl se Goerdeler stát po Hitlerovi novým říšským kancléřem. Dle G. L. Rozanova mělo odstraněním Hitlera dojít k uvolnění nových možností pro německé bankovní a průmyslové koncerny, které byly nespokojeny s frontovou situací a také výsledkem jejich jednání s Hitlerem a Albertem Speerem dne 6. července 1944 v Obersalzbergu. Hitler je zde žádal o důvěru a čas na „vyrovnání celé situace“ s výhrůžkou, že jeho případný konec bude i jejich koncem. O atentátu na Hitlera tak prý bylo rozhodnuto ještě tentýž den večer.
Ze zveřejněných dokumentů vyplývá, že spiklenci z 20. července 1944 měli dva plány. Dle prvního plánovali po odstranění Hitlera v co nejkratší době, tedy v řádu desítek hodin, provést úplný státní převrat, vyhlásit v Německu vytvoření nové vlády, jež by zahájila separátní mírová jednání se Spojenými státy a Velkou Británií a která by pokračovala v útočné válce na východní frontě.
Ve druhém, "mírovém plánu", se předpokládalo, že ihned po převratu budou německá vojska na západě přesunuta na východ, aby byla za každou cenu udržena stávající linie německo-sovětské fronty. Úvahy např. samotného Goerdelera však šly ještě dál a dle nich mělo dojít ke společným akcím nacistických a britských vojsk proti Sovětskému svazu tak, aby byl vytlačen daleko na východ.
| „                               | Přesun západních armád na východ je nutný k tomu, abychom Rusy vrátili na linii Pripjať - Dněstr, a tím osvobodili sebe a Angličany od strašného nebezpečí ... Takový vývoj vztahů s Velkou Británií je možný. | “ |
| — Carl Goerdeler před atentátem | |   |

Po neúspěchu atentátu z 20. července byl Goerdeler, jako jeden z hlavních exponentů plánovaného převratu, dopaden 12. srpna 1944 a 2. února 1945 ve věznici Plötzensee popraven oběšením.